# آقوش
آقوش (روسی: Акуш) یک دریاچه در استان قزاقستان شمالی کشور قزاقستان است.